# Wiener Neudorf
Wiener Neudorf is een gemeente in de Oostenrijkse deelstaat Neder-Oostenrijk, gelegen in het district Mödling (MD). De gemeente heeft ongeveer 8400 inwoners.

## Geografie
Wiener Neudorf heeft een oppervlakte van 6 km². Het ligt in het noordoosten van het land, vlak onder de hoofdstad Wenen.
Achau · Biedermannsdorf · Breitenfurt bei Wien · Brunn am Gebirge · Gaaden · Gießhübl · Gumpoldskirchen · Guntramsdorf · Hennersdorf · Hinterbrühl · Kaltenleutgeben · Laab im Walde · Laxenburg · Maria Enzersdorf · Mödling · Münchendorf · Perchtoldsdorf · Vösendorf · Wiener Neudorf · Wienerwald
- Gemeinsame Normdatei: 4491454-4
- Library of Congress Control Number: n79007656
- MusicBrainz: f8df1a03-bd05-4bd0-86e1-03a886650998
- Nationale Bibliotheek van Tsjechië: zmp2018978585
- Nationale Bibliotheek van Israël: 987007552649905171
- Virtual International Authority File: 127353111
- WorldCat: E39PBJdcvVtxwTrKFbfVGQbjmd